# Cathédrale Saint-Paul de Burlington
Cette  cathédrale n’est pas la seule cathédrale Saint-Paul.
La cathédrale Saint-Paul de Burlington est le siège de l'Église épiscopalienne du diocèse du Vermont. Elle est située à Burlington dans le Vermont.
Fondée en 1830, l'église de style néo-gothique, est inaugurée en 1832. Cette église est élevée au rang de cathédrale de l'Église épiscopalienne du diocèse du Vermont le 6 mai 1966.
Le 15 février 1971, un incendie se déclare à la suite d'un dysfonctionnement électrique, et détruit l'édifice. Un nouveau site — avec vue sur le lac Champlain et les monts Adirondacks — est proposé par la ville de Burlington pour concevoir la nouvelle cathédrale. Achevé deux ans après l'incendie, le nouvel édifice est consacré le 11 novembre 1973.